# Bucephalus cuculus
Bucephalus cuculus är en plattmaskart. Bucephalus cuculus ingår i släktet Bucephalus och familjen Bucephalidae. Inga underarter finns listade i Catalogue of Life.